# Wollersleben
Wollersleben ist ein Ortsteil (Ortschaft) von der Landgemeinde Stadt Bleicherode im Landkreis Nordhausen in Thüringen.

## Lage

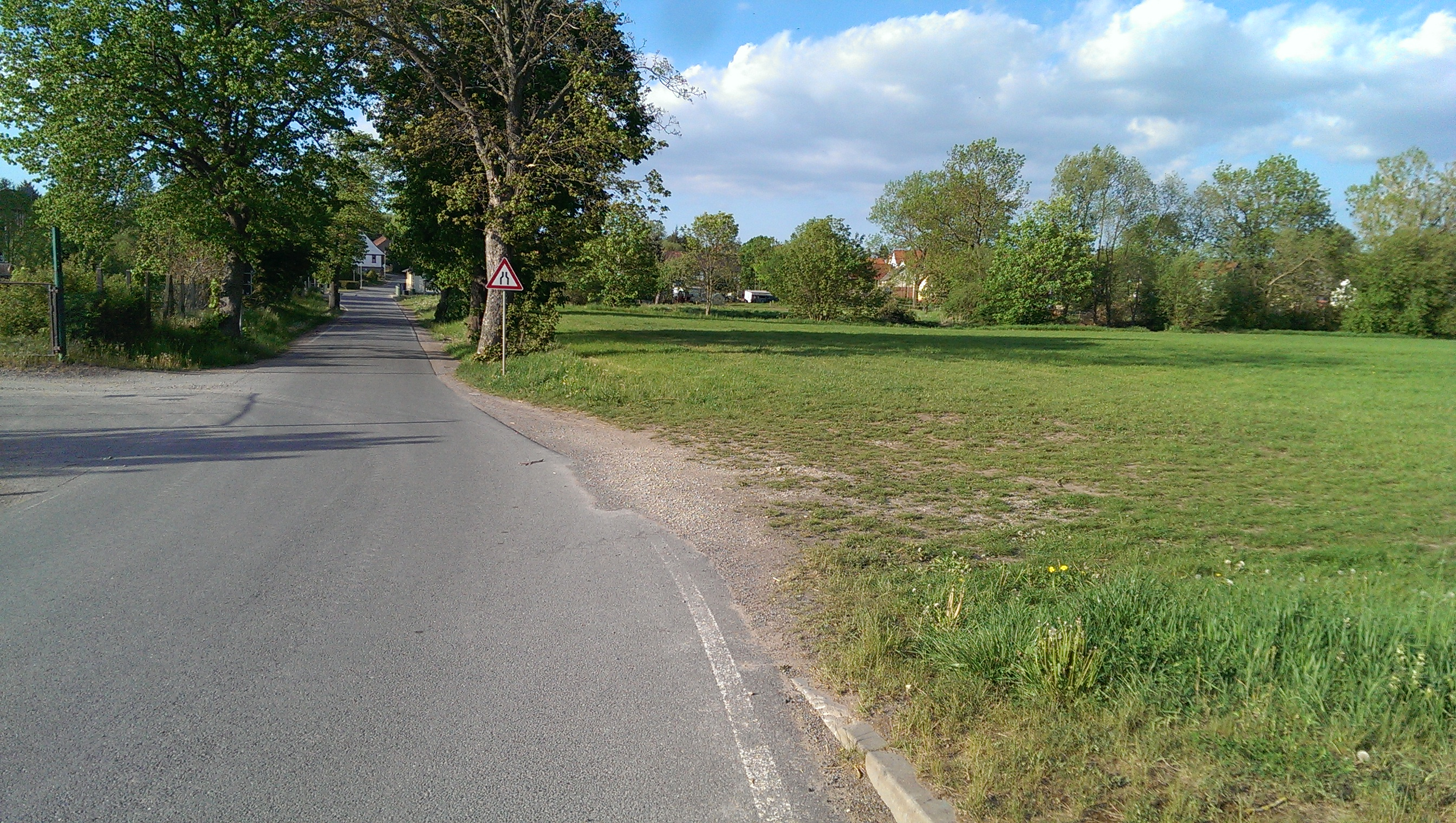
Der südliche Ortseingang (von Nohra-Hünstein kommend)

Wollersleben liegt westlich in unmittelbarer Nähe zum Bahnhofsgelände von Wolkramshausen. Die Bahnstrecke Halle-Kassel durchquert die Ortslage. Um den Ort befindet sich die ackerbaulich genutzte Flur in kupiertem Gelände.

## Geschichte
1253 wurde im Urkundenbuch vom Kloster Walkenried I 312 die urkundliche Ersterwähnung von Wollersleben registriert.
Von 1950 bis zum 31. Dezember 2018 war Wollersleben ein Ortsteil von Nohra und gehörte der Verwaltungsgemeinschaft Hainleite an. Zur Gemeinde gehörten außer dem namensgebenden Ort Nohra die eingemeindeten Ortsteile Wollersleben, Mörbach, Hünstein und Kinderode.
Am 1. Januar 2019 schlossen sich die Gemeinden Nohra mit Kinderode, Hünstein, Mörbach und Wollersleben, Friedrichsthal, Kleinbodungen, Kraja, Hainrode, Etzelsrode, Wipperdorf und Wolkramshausen mit Wernrode sowie die Stadt Bleicherode mit Obergebra und Elende zur neuen Stadt und Landgemeinde Bleicherode zusammen.

## Politik
Bei der Kommunalwahl 2024 wurde Mechthild Stüwe von der Freiwilligen Feuerwehr mit 79,3 Prozent der Stimmen zur Ortsteilbürgermeisterin gewählt.

## Infrastruktur
Ursprünglich verlief die Landesstraße L2080 durch Wollersleben. Nach der Umwidmung der L2080 ist nun die Kreisstraße K34 die Zufahrt aus Richtung Hünstein, welche an der südlichen Ortsgrenze endet. Die Straße zwischen der Ortschaft Wollersleben und der Anbindung an die L1036 in Richtung Wolkramshausen, ist nun eine Gemeindestraße. Nordwestlich verläuft die Bundesautobahn 38.
Der Haltepunkt Nohra (Wipper) an der Bahnstrecke Halle (S.)–Kassel liegt etwas mehr als einen Kilometer westlich des Orts. Die Buslinie 29 der Stadtwerke Nordhausen bedient die Haltestelle Wollersleben.
Südlich der Wipper liegt die 2011 errichtete Kläranlage Wollersleben-Nohra.

## Gewässer
Wollersleben liegt am linken Wipperufer. Außerdem durchfließt der kleine Spülgraben das Dorf von Nord nach Süd.

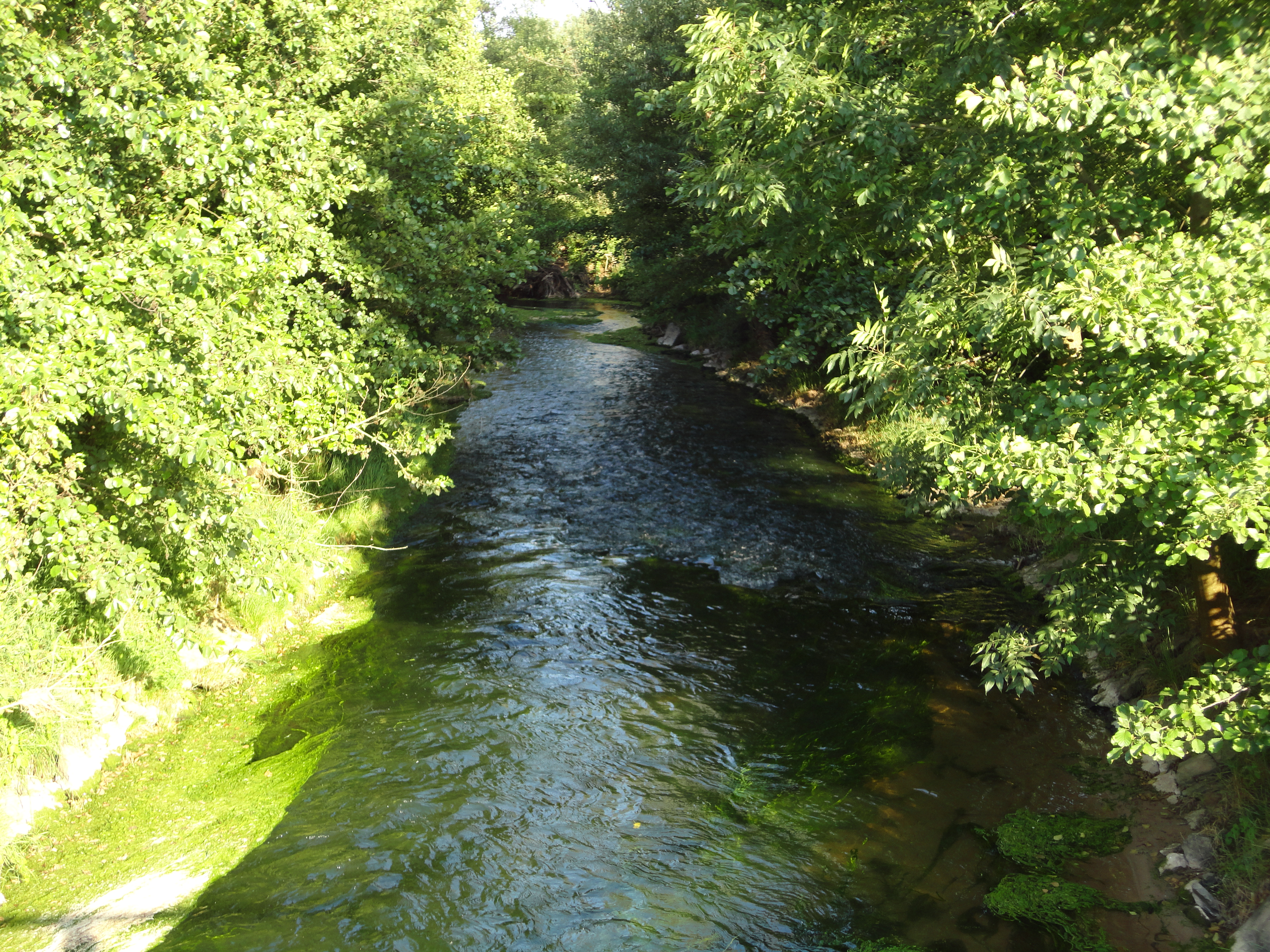
Wipper in Wollersleben
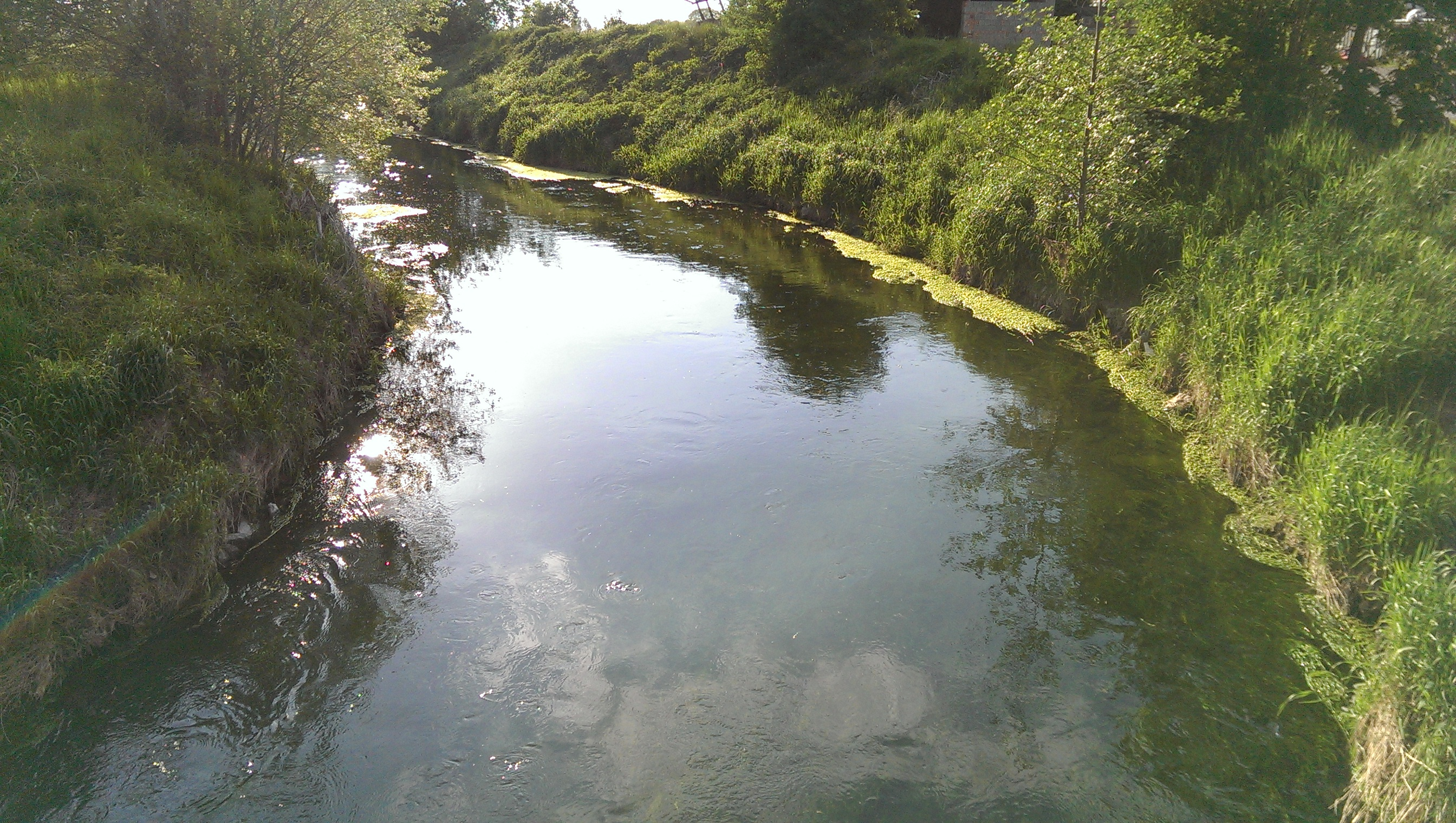
Wipper in Wollersleben
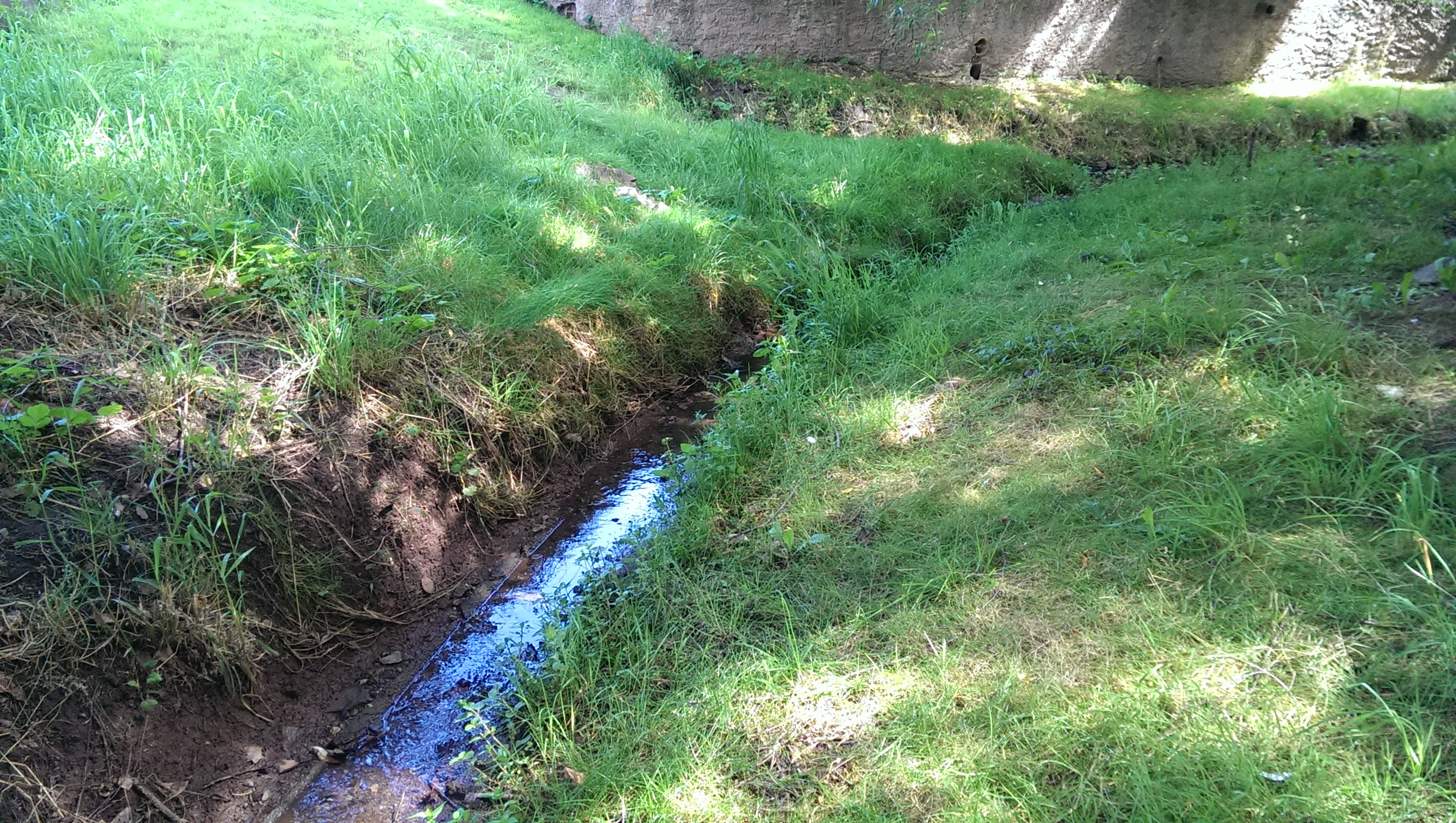
Spülgraben in Wollersleben

## Bauwerke
- St. Juliana, evangelische Dorfkirche aus dem 17. Jahrhundert

## Vereine
- Freiwillige Feuerwehr Wollersleben
- Kirmesburschen Wollersleben
- Rassegeflügelzüchterverein „Blauland 1967“ Wollersleben e. V.
- Reitclub Wollersleben e. V.
- SSV Blau-Weiss Wollersleben e. V.
- Ortsverein der Landfrauen Nohra-Wollersleben
- WCC Wollersleber CarnevalClub e. V.